# Tei Ninomiya
Tei Ninomiya (Matsuyama, 1887 - siglo XX) fue una educadora japonesa y la primera estudiante asiática en el Smith College. Desde 2016 una residencia en el campus, Ninomiya House, lleva su nombre.

## Biografía
Ninomiya nació en 1887 en Matsuyama en la prefectura de Ehime y era hija de Kunijiro Ninomiya, un ministro congregacional y maestro de escuela japonés. Navegó desde Yokohama a Seattle en 1903 con un grupo de otras estudiantes japonesas y se graduó en el Smith College en 1910. Es reconocida como la primera estudiante asiática de la escuela. Mientras estaba en Smith, habló sobre la vida de las mujeres japonesas, a menudo vestidas con un kimono, a grupos de mujeres y audiencias de iglesias en Nueva Inglaterra. Escribió un ensayo, «La condición de las mujeres japonesas» (1907), que se publicó en el Smith College Monthly, el periódico de la universidad.
Trabajó como profesora en Japón y trabajadora de la Cruz Roja. También fue secretaria de la YWCA en Yokohama en 1912, hasta que se casó en 1913 y fue reemplazada por la estadounidense Molly Baker. Fue miembro del comité nacional de la YWCA en Japón, donde trabajó con Michi Kawai, exalumna del Bryn Mawr College.
En diciembre de 1913 se casó con el abogado y burócrata japonés Fujita Unjirō. Tuvieron varios hijos: Meiko (nacida en 1914) y Atsuo (nacido en 1916); y tenían dos hijos pequeños cuando Stella Tuthill, exalumna de Smith, los visitó en Kobe a principios de la década de 1920. Se mudaron a Port Arthur en Manchuria más tarde en 1922. Tenía un hijo y dos hijas cuando escribió a las exalumnas del Smith College desde Hiroshima en 1930.

## Legado
En 2010, la presidenta del Smith College, Carol T. Christ, realizó una gira por seis ciudades asiáticas; el momento de su viaje coincidió con el centenario de la graduación de Ninomiya en el Smith College. En 2016 el Smith inauguró la Ninomiya House, una residencia en el campus que lleva su nombre en su memoria también hay una placa en el exterior del edificio que explica su importancia en la historia de la escuela.